# أوش (مدينة)

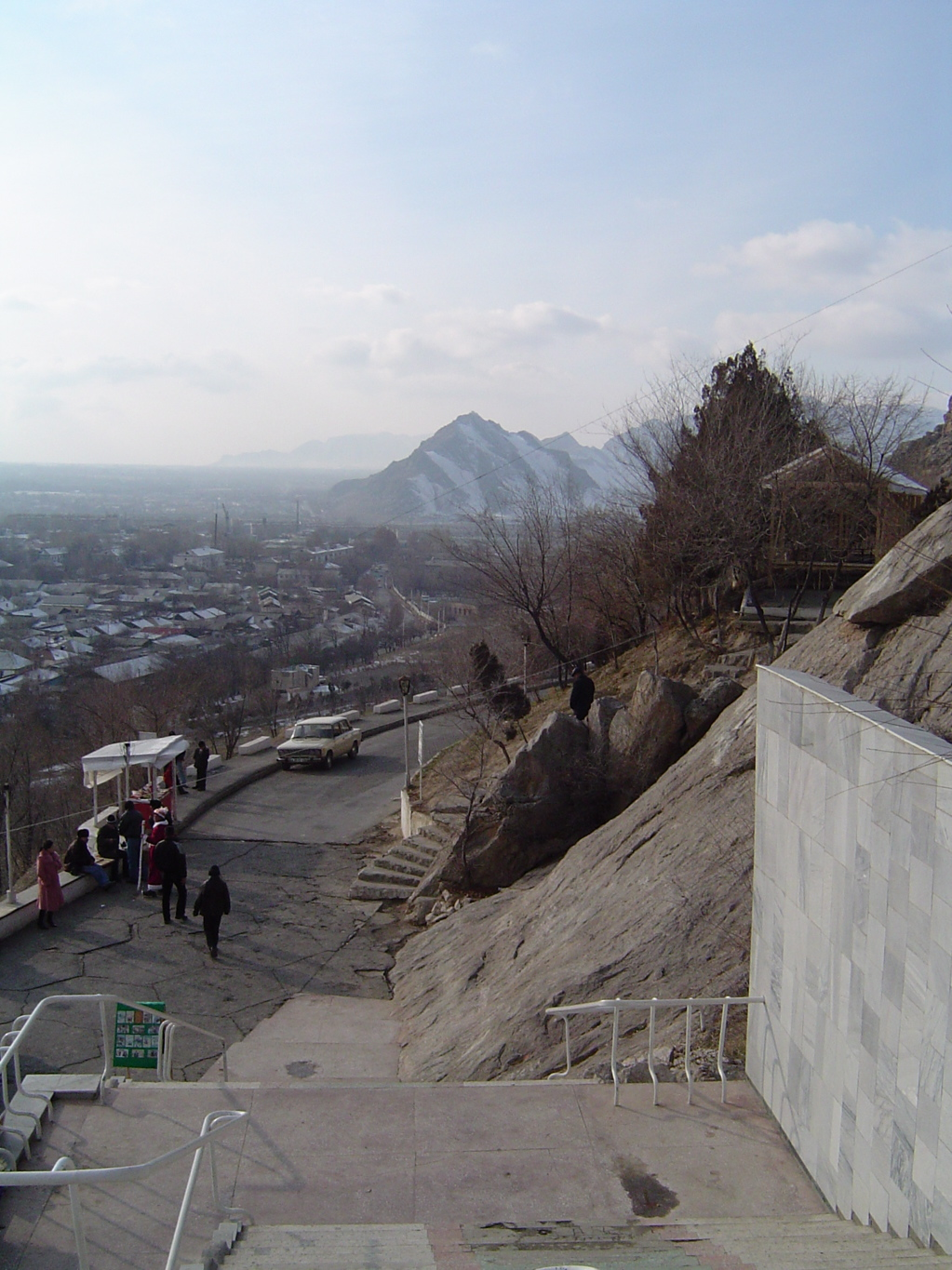
منظر للمدينة من جبل سليمان

أوش مدينة تقع على وادي فرغانة في قيرغيزستان. كانت قديماً مركزاً لطريق الحرير. يبلغ عدد سكانها حوالي 220 ألف نسمة (2002) يشكلون مزيجاً من عرقيات الأوزبك والقيرغيز والطاجيك. ويقع جوار المدينة جبل سليمان وهو من مواقع التراث العالمي.

## أعلام
- جامالا
- مراد زيازيكوف
- سراج الدين علي بن عثمان الأوشي الفرغاني الحنفي (ت. 575هـ)